# David H. Frisch
Pour les articles homonymes, voir Frisch.
David H. Frisch (1918-1991), est un physicien américain, qui fut particulièrement impliqué dans le développement du Projet Manhattan. Après-guerre, il s'impliqua dans le mouvement pacifiste de désarmement des grandes puissances. Il fut le responsable de thèse du futur prix Nobel, George Smoot.

## Vie personnelle
Il était l'époux de Rose Frisch, scientifique américaine dans le domaine de la fertilité et du développement humain, dont les travaux ont permis la découverte de la leptine.